# Luis de Milán

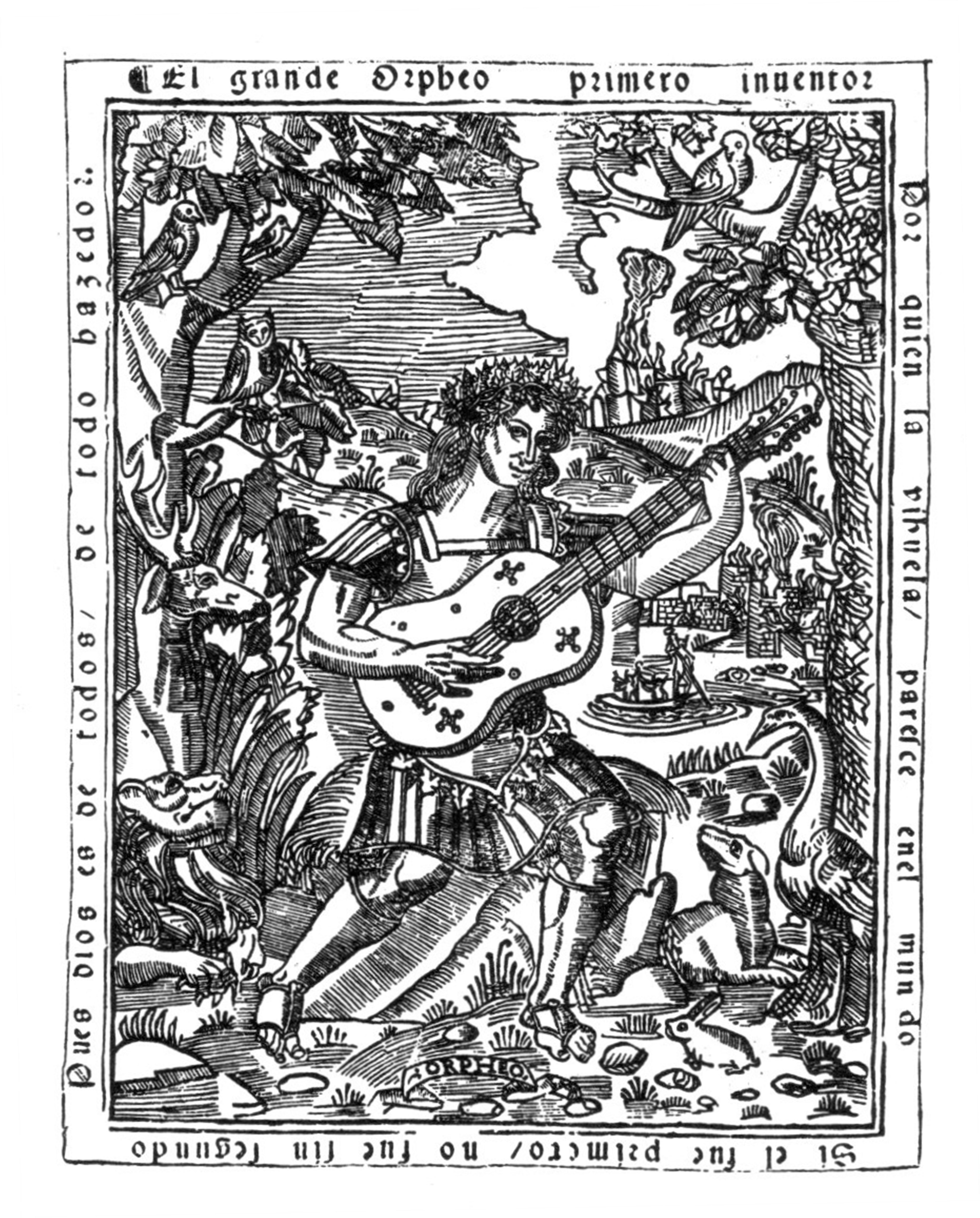
Orfeu tocando vihuela. Imagem do El Maestro

Luis de Milán (n. 1500 – 1561 ou possivelmente depois) foi um compositor renascentista valenciano (Coroa de Aragão), vihuelista (instrumento parecido com o violão), e escritor de assuntos musicais. Foi o primeiro compositor na história a publicar música para a viola de mão (vihuela de mano), um instrumento empregado primariamente na Península Ibérica e em alguns dos estados italianos durante os séculos XV e XVI, e foi também um dos primeiros músicos a fornecer especificações verbais para o andamento na sua música.
Ele provavelmente viveu toda a sua vida em Valência, mas as informações biográficas são escassas. Ele parece ter sido empregado pela corte ducal até aproximadamente 1538.  Em 1535 ele publica seu primeiro livro, um jogo para a corte com música, chamado El juego de mandar; no ano seguinte ele publicou o que viria a ser sua obra mais importante: Libro de música de vihuela de mano intitulado El maestro. Esse livro era dedicado ao rei João III de Portugal; essa dedicatória, e a existência de seis vilancetes que Milán escreveu em português, sugerem que ele deva ter viajado e passado algum tempo em Portugal.
O livro é a primeira coleção de música para vihuela na história. É possível que tenha sido um livro destinado a estudantes de vihuela. As peças são apresentadas em níveis, da mais simples a mais difícil, de forma que um vihuelista iniciante poderia tocar música progressivamente mais complexa a medida que aprendesse. Contém mais de quarenta fantasias, seis pavanas, vinte vilancetes, assim como sonetos (conjuntos de sonetos italianos), e outras peças; algumas são para vihuela solo e outras para voz acompanhada de vihuelas. Muitas são de considerável virtuosismo, apesar de que nem toda a ornamentação ser fornecida com detalhe. O estilo das composições varia de simples homofonia à polifonia e à passagens virtuosísticas; um cromatismo pouco usual para a época também ocorre, inclusive estranhas inflexões duplas (double-inflections no original em inglês) que eram bastante raras na música de outras partes da Europa na mesma época. Parece que livro foi preparado com grande esmero; passagens alternativas são fornecidas aos executores que quisessem evitar as passagens mais virtuosísticas, seções de peças são indicadas como opcionais e ele também fornecia indicações verbais de andamento, como, por exemplo ni muy apriessa ni muy a espacio sino con un compás bien mesurado ("nem lento, nem rápido demais, mas com um compasso moderado"). Metade dos vilancetes são em espanhol castelhano, e metade em português.
Sua última publicação, El cortesano (1561), modelada sobre Il Cortegiano de Baldassare Castiglione, nos dá um retrato vivo e encantador da vida na corte ducal valenciana. Apesar de não conter nenhuma música, é um relato valioso de um músico profissional da época.
A música de Luis Milan é popular entre intérpretes contemporâneos de violão erudito porque pode ser facilmente adaptada ao seu instrumento, afinando-se a terceira corda, sol, para fá sustenido (a afinação da vihuela usada por Milán).